# Reichsgau Wien
Reichsgau Wien (Nederlands: Rijksgouw Wenen) was een van de rijksgouwen in het Duitse Rijk tijdens het nationaalsocialisme. Op 1 april 1939 werd het opgericht, kort na de Anschluss waarbij Oostenrijk werd geannexeerd. Volgens het Ostmarkgesetz bestond de rijksgouw van 1939 tot 1945.

## Geschiedenis
In 1926 werd de Parteigau van de NSDAP opgericht. Vanaf 1931 werd de Gauleitung  (vrije vertaling: Gouwleiding) door Alfred Frauenfeld opgericht in de Hirschengasse 25 in Mariahilf in het zogenaamde Adolf-Hitler-Haus. Toen in 1933 de NSDAP verboden werd, werkte die tot 1938 door in de illegaliteit.
In 1939 ontstond vanuit het Ostmarkgesetz de Reichsgau Wien. In 1940 nam de Reichsjugendführer Baldur von Schirach de leiding van de gouw op zich. Vanaf 1942 was Schirach ook Reichsverteidigungskommissar (vrije vertaling: Rijksverdedigingscommissaris). 
De gouwleiders waren:
- 1926: Robert Derda
- 1928: Eugen Werkowitsch
- 1930: Alfred Frauenfeld
- 1937: Leopold Tavs
- 1938: Franz Richter
- 1938: Odilo Globocnik
- 1939: Josef Bürckel
- 1940: Baldur von Schirach

De plaatsvervangend gouwleider was de SS-Brigadeführer Karl Scharitzer, de plaatsvervanger van de Reichsstatthalter  (vrije vertaling: Rijksstadhouder) was het hoofd van een deelstaatdistrict Hans Dellbrügge.

## Ambtsbekleders
De volgende personen behoorden tot de gouwleiding:
- Gauleiter: Odilo Globočnik (1938–1939) - Joseph Bürckel (1939–1940) - Baldur von Schirach (1940–1945)
- Gauleiterstellvertreter: SS-Brigadeführer Karl Scharitzer
- Gaugeschäftsführer: Heinrich Laube
- Gauinspektion I und II: Erich Rothe
- Gauorganisationamt: Dr. Raimund Gruß
- Gaupersonalamt: mit der Leitung beauftragt: Emil Volkmer
- Gauschatzamt: Erich Schulze
- Gauschulungsamt: Dr. Hugo Rößner
- Gaupropagandaamt: Günther Kaufmann
- Gaupersonalamt: Hellmuth Petersen
- Gauwirtschaftsamt: Dipl.-Ing. Walter Rafelsberger
- Die Deutsche Arbeidsfront (DAF): Karl Schneeberger
- Amt für Volkswohlfahrt (NSV): Anton Langer
- NS-Frauenschaft (Frauenwerk): Else Muhr-Jordan
- Gausippenamt: mit der Leitung beauftragt: Heinrich Koller
- Rassenpolitisches Amt: Heinz Edmund Wamser
- Kommunalpolitisches Amt: Bürgermeister Phillip Wilhelm Jung
- Amt für Volksgesundheit (NSD-Ärtzenbund): Dr. Otto Planner-Plan
- Amt für Agrarpolitik: Karl Mayerzedt
- Amt für Erzieher (NS-Lehrerbund): Dr. Max Fritz
- Gaurechtsamt (NS-Rechtswahrerbund): Dr. Hans Mann
- Amt für Kriegsopfer der NSDAP (NSKO): Dr. Albrecht Maier
- NSD-Studentenbund: Hubert Freisleben
- NSD-Dozentenbund: Dr. Kurt knoll
- Amt für Technik (NS-Bund Deutscher Technik): Ing. Wilhelm Anselm
- Gaugericht: Dr. Karl Nosko
- Grenzlandamt: Felix Kraus